# Óttar M. Norðfjörð
Óttar Martin Norðfjörð (* 29. Januar 1980 in Reykjavík) ist ein isländischer Schriftsteller. Er schreibt Kriminalromane und Gedichte. Er hat einen Master in Philosophie an der Universität Island gemacht.
Seine Kriminalromane sind ins Niederländische, Deutsche, Spanische und Französische übersetzt worden. 2016 ist auch eine Übersetzung seines Romans Hnífur Abrahams ins Mazedonische erschienen.

## Bücher
- Barnagælur[3], 2005
- Hnífur Abrahams, 2007
- Sólkross, 2008, (deutsch: Das Sonnenkreuz. Aufbau Verlag, 2011)
- Áttablaðarósin, 2010
- Lygarinn, 2011